# Hal (Belgique)
Pour les articles homonymes, voir Hal et Halle.
Hal (en néerlandais Halle) est une ville néerlandophone de Belgique située en Région flamande dans la province du Brabant flamand.
Châtellenie du comté de Hainaut, dépendant de la prévôté de Mons, du IXe siècle jusqu'en 1795, Hal a ensuite été intégrée au département de la Dyle (Brabant) par les Révolutionnaires français. C’est le lieu d’un pèlerinage marial depuis au moins sept siècles. La ville est également réputée pour son carnaval à la mi-carême.
La ville de Hal compte aujourd’hui un peu plus de 40 000 habitants et jouxte le Pajottenland.
Hal est un centre régional de services et de soins, avec des commerces, différents établissements d’enseignement scolaire, un hôpital et des services publics (61 % de la population est active dans le secteur tertiaire).
Administrativement, Hal est la plus méridionale des villes néerlandophones : elle est située sur la frontière linguistique entre les langues germanique et romane, et coincée dans un étroit couloir entre la région de Bruxelles-Capitale et la Wallonie.

## Géographie

### Sections de la commune
| # | Section   | Superf. (km²) | Habitants (2020) | Habitants par km² | Code INS |
| - | --------- | ------------- | ---------------- | ----------------- | -------- |
| 1 | Halle     | 29,59         | 25.896           | 875               | 23027A   |
| 2 | Buizingen | 4,38          | 6.502            | 1.485             | 23027B   |
| 3 | Lembeek   | 11,01         | 7.768            | 706               | 23027C   |

### Localités
Eizingen, Sint-Rochus, Rodenem, Essenbeek en Breedhout.

## Démographie

### Démographie: avant la fusion des communes
- Source : DGS recensements population.

### Démographie: commune fusionnée
Graphe de l'évolution de la population de la commune (la commune d'Hal étant née de la fusion des anciennes communes d'Hal, de Buizingen et de Lembeek, les données ci-après intègrent les trois communes dans les données avant 1977).
Les chiffres des années 1831 à 1970 tiennent compte des chiffres des anciennes communes fusionnées.
- Source : DGS, de 1831 à 1981 = recensements population ; à partir de 1990 = nombre d'habitants chaque 1er janvier.[2]

## Histoire
Les frontières ont joué un rôle crucial dans l’histoire de Hal : jusqu’à la Révolution française, cet endroit dépendait plus ou moins du comté de Hainaut.
Durant la domination française, Hal a fait partie du département de la Dyle qui est devenu plus tard la province de Brabant. Aujourd’hui, Hal fait partie du Brabant flamand.

### Préhistoire
Il est presque certain qu’il y avait des établissements préhistoriques à Hal. Là où se trouve la poste et où se situait l’hôpital médiéval Saint-Éloi, on a découvert des tessons datant de l’âge du fer (période de La Tène tardive ou Ve jusqu’au IVe siècle avant notre ère).

### Antiquité
Quand les Romains ont conquis la région, la tribu des Nerviens y vivait. Jusqu’à maintenant, nous ne sommes pas certains si les Nerviens étaient des Celtes germanisés ou des Germains celtisés.

### Comté de Hainaut
Sainte Waudru (612-686), membre de la dynastie des Mérovingiens, possédait un domaine à Hal. Elle a offert ce domaine en 686 au chapitre de l’abbaye de Mons qu’elle avait fondée en 661. Waudru a été canonisée après sa mort (en 688 ?[réf. nécessaire]) et enterrée à l’abbaye de Mons. En raison de la succession des comtes de Hainaut, les ducs de Bourgogne et les Habsbourg ont été les seigneurs de Hal et de ses environs.
Hal possédait aussi un bois étendu sur les collines à l’est de la ville, le Hallerbos. Parce que le bois était isolé, les propriétaires fonciers du Hainaut en laissaient la gestion au chapitre de Bruxelles qui recevait un tiers des gains. Avec la forêt de Soignes, la forêt de Meerdaal et celle de Buggenhout, le bois de Hal forme les derniers restes de la Forêt Charbonnière qui s’étalait de la Senne jusqu’à la vallée de la Meuse avant l’arrivée des Romains.
Petit à petit le domaine originel est devenu une communauté importante, car dans une charte de 1225 Jeanne de Constantinople, comtesse de Flandre et de Hainaut, donne les libertés citadines à Hal.

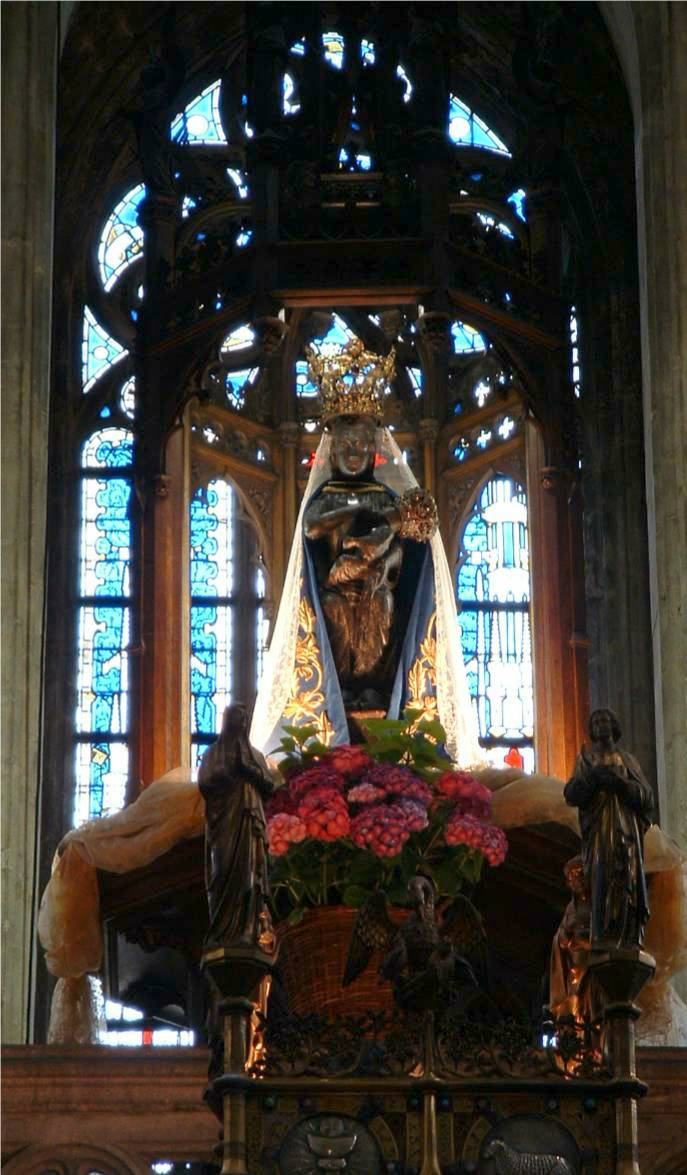
La statue de Notre-Dame, à laquelle Hal doit sa célébrité.

La statue de la Vierge a été offerte en 1267 à la ville par Adélaïde de Hollande, fille de Florent IV. Les comtes de Hainaut appréciaient que la ville devienne plus importante dans leur lutte de pouvoir contre les ducs de Brabant. Déjà en 1286, une chapelle Notre-Dame, gracieusement financée, existait à Hal. Les papes et évêques concédaient des indulgences à quiconque s’y rendait en pèlerinage. Des rois comme Édouard III d’Angleterre et l’empereur germanique Louis de Bavière honorèrent Hal d’une visite (tous les deux gendres du comte Guillaume Ier de Hainaut).
Déjà dans la première moitié du XIVe siècle, l’ancienne église paroissiale et la chapelle Notre-Dame étaient devenues trop petites pour pouvoir accueillir tous les pèlerins. On décida donc de construire une nouvelle église. Les travaux ont commencé en 1341. En 1410, la nouvelle église était presque achevée : le 25 février, elle a été inaugurée par Pierre d'Ailly, évêque de Cambrai. La fin réelle des travaux n’aura lieu qu’en 1470.
La position stratégique de Hal entre le Hainaut, le Brabant et la Flandre causera souvent des problèmes. Quand Marie de Bourgogne mourut en 1482, les grandes villes flamandes et brabançonnes se liguèrent contre son époux, Maximilien Ier, qui n’était pas d’accord avec les privilèges citadins. Ce fut aussi le cas de Bruxelles. En tant que ville du Hainaut, Hal appartenait au camp de Maximilien. En 1489, une armée bruxelloise menée par Philippe de Clèves a attaqué par deux fois Hal, mais n’a pas réussi à prendre la ville.
Alors que Charles Quint était en route vers le Saint-Empire romain germanique pour se faire couronner empereur, il a fait un détour par Hal pour remercier la Zwarte Madonna (la « Vierge noire » en néerlandais) pour son élection.

#### Liste des Baillis de Hal
Les Baillis de Hal possédèrent jusqu'au commencement du XVIe siècle, la haute et basse justice, le droit de nomination des maires faisaient la recette des amendes et impositions dans les communes de Huisinghen, Eisinghen et Buisinghen.
| Date      | Baillis                  | commentaires                                         |
| --------- | ------------------------ | ---------------------------------------------------- |
| 1358      | Jean Hollande            |                                                      |
| 1369-1384 | Michel de Maurage        |                                                      |
| 1384-1385 | Mélis Uten Enghe         | chevalier                                            |
| 1385-1387 | Mathieu de Lasnais       |                                                      |
| 1387-1388 | Jean Renier              |                                                      |
| 1388-1395 | Henri Descamp            |                                                      |
| 1395-1403 | Math de Maurage          | chevalier                                            |
| 1403-1408 | Estienne d'Ittre         |                                                      |
| 1408-1417 | Guillaume de le Capellee |                                                      |
| 1417-1418 | Gosuin de le Cappelle    |                                                      |
| 1419-1419 | Florent Niechout         |                                                      |
| 1419-1420 | Estienne d'Ittre         |                                                      |
| 1420-1420 | Florent Niechout         |                                                      |
| 1420-1421 | Guillaume de le Cappelle |                                                      |
| 1421-1422 | Gosuin Scharamp          |                                                      |
| 1422-1424 | Gerard de le Borch       |                                                      |
| 1424-1427 | Martin Finart            |                                                      |
| 1427-1457 | Jean Batard de Roisin    |                                                      |
| 1457-1464 | Conste de Limelette      | chevalier                                            |
| 1464-1468 | jean batard de Roisin    |                                                      |
| 1468-1477 | Charles de Poitiers      | chevalier seigneur de Dormans                        |
| 1477-1486 | Baudouin de Launoy       | chevalier seigneur de Molembaix                      |
| 1486-1510 | Sidrach de Launoy        | chevalier                                            |
| 1510-1539 | Balthasar de Tanberghe   | chevalier                                            |
| 1539-1540 | Antoine d'Ittre          | chevalier                                            |
| 1540-1557 | Jean Bonnot              | chevalier seigneur de Cormaillon                     |
| 1557-1595 | Antoine de Marbaais      | chevalier seigneur de Moerrkerkke est de Ste Renelle |
| 1595-1604 | Antoine de la Vieuville  | seigneur de Rommerée                                 |
| 1604-1614 | Philippe Ernnest Dombre  | Chevalier                                            |
| 1614-1626 | CCh de la Vieuville      | Seigneur de Caudry                                   |
| 1626-1628 | antoine de Werimont      |                                                      |
| 1628-1642 | Grbrant Ulgher           | chevalier seigneur de Noordyck                       |
| 1642-1649 | Andrien Jos de la Haye   | chevalier                                            |
| 1649-1657 | Simon de Vendeville      |                                                      |
| 1657-1681 |                          |                                                      |
| 1681-1720 | H L de Werimont          |                                                      |
| 1720-1744 | Husmans d'Horlebecq      |                                                      |
| 1744-1762 | Doige                    |                                                      |
| 1762      | De Bouzart de Wargny     | Duc                                                  |

### De nos jours
En 1977, Hal a absorbé les anciennes communes de Buizingen et Lembeek (Lembecq).
Le 3 juin 2009, la commune de Hal a été condamnée par le tribunal de première instance de Bruxelles. Lors de la campagne pour les élections régionales, la municipalité avait interdit l'affichage électoral en français, pour protester contre l'absence de scission de l'arrondissement judiciaire et électoral Bruxelles-Hal-Vilvorde. Le tribunal a considéré que cette mesure violait les principes constitutionnels d'égalité et de non-discrimination.
En réponse à cette décision, le bourgmestre de Hal Dirk Pieters a décidé d'enlever tous les panneaux électoraux de la commune.
C’est quelques kilomètres après la ville de Hal que la ligne ferroviaire à grande vitesse (TGV) Bruxelles-Paris augmente sa vitesse jusqu'à 300 km/h.

## Héraldique
|  | La commune possède des armoiries qui lui ont été octroyées le 29 août 1842 et confirmées le 1er octobre 1991. Elles ont probablement été octroyées en 1357 par Guillaume III de Bavière (Guillaume V de Hollande), comte de Hainaut, alors seigneur de Halle. Ces armoiries montrent au premier quartier la sainte patronne local, la Vierge Marie. Les deuxième et troisième quartiers montrent les armoiries des comtes de Hainaut. Le quatrième quartier montre les armoiries de la Bavière (Beieren), les diamants de la famille Wittelsbach. La ville demanda en 1814 l’utilisation de ces armoiries historiques, mais le gouvernement hollandais accorda en 1824 les armoiries à saint Martin, le nouveau saint patron de la ville. La ville n'a pas accepté la décision et a de nouveau demandé les armoiries anciennes, qui ont été accordées en 1842 après l’indépendance de la Belgique. Après les fusions de 1977, les armoiries n'ont pas été modifiées. Blasonnement : Écartelé ; au 1 d'azur à la Vierge couronnée d'argent tenant l'enfant du même chevelu et couronné d'or ; aux 2 et 3 écartelé : aux 1 et 4 d'or au lion de sable armé et lampassé de gueules : au 2 et 3 du même au lion de gueules armé et lampassé d'azur (qui est du comte de Hainaut) ; au 4 fuselé en bande d'azur et d'argent (qui est de Bavière). - Délibération communale : 25 avril 1991 - Arrêté de l'exécutif de la communauté : 1er octobre 1991 - Moniteur belge : 4 janvier 1995 Source du blasonnement : Heraldy of the World. |

## Lieux et monuments
- La basilique Saint-Martin de Hal
- Le musée du Sud-Ouest du Brabant
- Couvent franciscain de Hal
- Ancien collège des jésuites, actuellement académie de musique

## Personnalités liées à la commune
- Le duc de Bourgogne, Philippe le Hardi (1342-1404), fondateur de l'État bourguignon, meurt d'une violente fièvre dans son château de Hal, le dimanche 27 avril 1404.
- Le dauphin de France, futur Louis XI, en différend avec son père le roi de France Charles VII, résida pendant cinq ans au château de Genappe après s'être réfugié, le 14 octobre 1456, auprès de Philippe le Bon à la cour de Bourgogne à Bruxelles.
- Joachim, fils du dauphin de France, né au château de Genappe et mort à l'âge de quatre mois en 1459, est inhumé dans la basilique Saint-Martin de Hal.
- Hubert Damen, acteur dans la série policière Witse qui se déroule à Hal.
- Edmond Bernhard, cinéaste né à Hal en 1919, décédé en 2001.
- Adrien-François Servais, célèbre violoncelliste né en 1807 et mort en 1866 à Hal, dont la statue orne la Grand Place.
- Franz Servais, fils du précédent ; chef d’orchestre et compositeur, il vécut à Hal.
- Joseph Cardijn, a fait ses études primaires à l’Institut Notre-Dame de Hal.
- Isidore-Joseph du Rousseaux (1826-1897) : évêque du diocèse de Tournai né à Hal.
- Louis Thévenet (Bruges, 1874 - Hal, 1930), peintre post-impressionniste.
- Léopold Sluys (1922-1988), organiste, compositeur, pédagogue. Une rue de Hal porte son nom.
- Albert Houssiau (°1924), évêque de Liège de 1986 à 2001, est né à Hal.
- Jean Bonnot[7], écuyer tranchant de l'archiduchesse d'Autriche, seigneur de Cormaillon et Bailli de Hal , petit-fils de Jean Bonnot, maître des comptes de Bourgogne, de Besançon (1408-1410) et de Lille.
- Le chevalier François Louis Joseph de Wargny (nl) (1711-1801), ancien bourgmestre de Hal.
- Sophie Lauwers (1966-2022), directrice du Palais des Beaux-Arts.

## Transports
Gares : Hal (trains IC, P et L), Buizingen, Lembeek (trains L).
Desserte bus : De Lijn (nombreuses lignes dont 170 vers Bruxelles), TEC (lignes 115a, 116, 471).

## Langues
Des tables de conversation en néerlandais sont organisées hebdomadairement par Café Combinne afin de faciliter l'intégration.[non pertinent]

## Jumelages
La ville de Hal est jumelée avec :
- Mouvaux (France) depuis le 3 mai 1956 ;
- Werl (Allemagne) depuis le 9 juin 1973 ;
- Kadaň (Tchéquie) depuis 2006.